# Воробьёв, Константин Дмитриевич
Константи́н Дми́триевич Воробьёв (16 ноября 1919, с. Нижний Реутец, Курская губерния — 2 марта 1975, Вильнюс, Литовская ССР, СССР) — русский советский писатель, яркий представитель «лейтенантской прозы». Участник Великой Отечественной войны, лейтенант. Военнопленный (1941—1943). Командир партизанской группы (1943—1944). Начальник штаба ПВО (Шяуляй).

## Биография
Константин Воробьёв родился 16 ноября 1919 года в с. Нижний Реутец (по другим данным — в д. Шелковке) Курской губернии в многодетной семье; кроме него родители растили ещё одного сына и пять дочерей.
Начал работать в 14 лет в сельском магазине, где платили хлебом, чтобы спасти семью от голода. Окончил сельскую школу, учился в сельскохозяйственном техникуме в Мичуринске. Окончил курсы киномехаников и вернулся в родное село.
В 1935 году работал в районной газете литературным сотрудником. Написав антисталинское стихотворение «На смерть Куйбышева» и, опасаясь доносов, уехал к сестре в Москву. В Москве работал в редакции газеты «Свердловец». Учился в вечерней школе.
В октябре 1938 года был призван в Красную Армию. Служил в Белорусском военном округе. Был сотрудником армейской газеты «Призыв». В 1939 году в армейской газете опубликовал свои первые рассказы «Чёрный кисель» и «У колодезного журавля», в 1940 — рассказ «Часы». По окончании службы в декабре 1940 года работал литературным сотрудником газеты Академии Красной Армии им. Фрунзе, откуда был направлен на учёбу в Московское Краснознамённое пехотное училище имени Верховного Совета РСФСР.
В звании лейтенанта воевал под Москвой. Под Клином в декабре 1941 года контуженным лейтенант Воробьёв попал в плен и находился в Клинском, Ржевском, Смоленском, Каунасском, Саласпилсском, Шяуляйском лагерях военнопленных (1941—1943). Дважды бежал из плена. Только 24 сентября 1942 года побег увенчается успехом, и Воробьёв считал этот день своим вторым рождением.
В 1943—1944 годах он был командиром партизанской группы из бывших военнопленных в составе действовавшего в Литве партизанского отряда под Шяуляем.
После освобождения Шяуляя войсками Красной армии Воробьёв был назначен в этом городе начальником штаба ПВО. Литва стала второй родиной Константина Воробьёва, но и здесь были мучительные проверки НКВД и лишь через 10 лет награда — медаль «Партизану Отечественной войны» 1-й степени.
Во время нахождения в подполье в 1943 году Воробьёв написал автобиографическую повесть «Это мы, Господи!» о пережитом в плену. В 1946 году рукопись повести была предложена журналу «Новый мир», но публикация её не состоялась. В личном архиве писателя повесть целиком не сохранилась. Лишь в 1986 году она была обнаружена аспиранткой Ленинградского государственного педагогического института И. В. Соколовой в Центральном государственном архиве литературы и искусства СССР (ЦГАЛИ), куда она была сдана в своё время вместе с архивом «Нового мира». Впервые повесть была опубликована в журнале «Наш современник» в 1986 году.
В 1947 году Воробьёв был демобилизован, переехал в Вильнюс. Сменил много профессий. Был грузчиком, шофёром, киномехаником, конторщиком, заведовал магазином промышленных товаров. В 1952—1956 годах работал в редакции ежедневной газеты «Советская Литва». Заведовал отделом литературы и искусства. В 1950 году повесть Константина Воробьёва «Одним дыханием» была рекомендована к публикации русской секцией Союза писателей Литвы в местном альманахе. Однако публикация не состоялась. В 1951 году в вильнюсском альманахе был опубликован рассказ Воробьёва «Лёнька». В 1956 году в Вильнюсе вышел его первый сборник рассказов «Подснежник», затем — сборники повестей и рассказов «Седой тополь» (1958), «Гуси-лебеди» (1960) и другие.
На протяжении многих лет Константин Воробьёв переписывался с Виктором Астафьевым; прочитав в журнале «Молодая гвардия» повесть «Алексей, сын Алексея», Виктор Петрович послал автору письмо через редакцию, пометив на конверте: «Переслать лично Воробьёву Константину и моему другу Назиру».
Повесть «Убиты под Москвой» известный советский критик-сталинист Н.В. Лесючевский приводил как пример клеветнического произведения.
Константин Дмитриевич Воробьёв умер 2 марта 1975 года после тяжёлой болезни (раковая опухоль мозга) в Вильнюсе. Через 20 лет прах писателя был перезахоронен в его родном Курске на Офицерском (Никитском) кладбище.

## Творчество
Написал более 30 рассказов, очерков и десять повестей. Автобиографические повести с изображением жестокости войны писателю удавалось публиковать с большими задержками, с вынужденными купюрами и сокращениями («Это мы, Господи!», не окончена, 1943; опубликована посмертно в 1986; «Крик», 1962). Опыт войны отразился в одной из известнейших его повестей «Убиты под Москвой». Повесть была впервые опубликована А. Т. Твардовским в журнале «Новый мир» в 1963 году.
Повесть «Мой друг Момич» (1965, опубликованная посмертно в 1988), отражает трагедию коллективизации (ранее был напечатан её сокращенный вариант под названием «Тетка Егориха»). С задержками выходили повести «Одним дыханием» (написана в 1949, напечатана под названием «Последние хутора» в 1958), «Ермак» и другие произведения.
Известность и признание получили также повести «Сказание о моем ровеснике», «Генка, брат мой», «Вот пришёл великан», «Синель», «Седой тополь», «Почём в Ракитном радости».
В аннотации к книге «Вот пришёл великан…», вышедшей в 1964 году в издательстве «Вайздас», Константин Воробьёва назвали «русским Хемингуэем», а по оценке Дмитрия Быкова, «Воробьёв был самым американским из русских писателей, странным сочетанием Хемингуэя и Капоте», ему принадлежат «нежнейшие и мощнейшие тексты в русской послевоенной прозе».
Рассказы и повести Воробьёва публиковались в русской печати Литвы (газета «Советская Литва», журнал «Литва литературная»), также в газетах и журналах России (повесть «Сказание о моём ровеснике» в журнале «Молодая гвардия», 1963; рассказы «Большой лещ» в «Учительской газете», 1966; «В куцем челне» в журнале «Звезда», 1967. — № 10; киноповесть «Я слышу тебя» в журнале «Нева», 1964, и другие). Повесть «…И всему роду твоему» осталась неоконченной.
Рассказы и отрывки из повестей переведены на болгарский, латышский, немецкий, польский языки. На литовский язык переведены рассказы «Настя» (перевод опубликован в еженедельной газете «Литература ир мянас», 1968), отрывок из повести «Это мы, Господи!» (ежедневная газета «Теса», 1988); выходили сборники переводов на литовский язык.

## Цитаты
Константин Воробьёв силён там, где он пишет, давая себе и своему воображению полный простор, а языку — полное дыхание, как на ветру, напоенному запахами родной ему курской земли, русских полей и садов.

Он долго и трудно шёл в литературу, его рукописи громили московские рецензенты… громили беспощадно, изничтожающе… за «искажение положительного образа», за «пацифизм», за «дегероизацию»… В особенности досталось за «окопную правду», за «натуралистическое» изображение войны и за искажение «образа советского воина»…
— Виктор Астафьев

Воробьёв написал две прямодушные повести о подмосковных боях — «Крик» и «Убиты под Москвой». В них мы найдём, при всём скоплении случайностей и неразберихи любого боя, и нашу полную растерянность 41-го года; и эту немецкую лёгкость, как, при лихо закатанных по локоть рукавах, секли превосходными автоматами от живота по красноармейцам; и тупость неподготовленных командиров; и малодушие тех политруков, кто спешил свинтить шпалы с петлиц и порвать свой документ; и засады за нашей спиной откормленных заградотрядчиков — уже тогда, бить по своим отступающим; и ещё, ещё не всё поместилось тут — и об этом тоже целые поколения не узнают правды?? — Повесть «Убиты под Москвой» безуспешно прошла несколько журналов и была напечатана в начале 63-го в «Новом мире» личным решением Твардовского. И концентрация такой уже 20 лет скрываемой правды вызвала бешеную атаку советской казённой критики — как у нас умели, на уничтожение. Имя Воробьёва было затоптано — ещё вперёд на 12 лет, уже до его смерти. Он жил эти годы со «вторым ножом в спине», в состоянии безысходности.
— Александр Солженицын

## Память

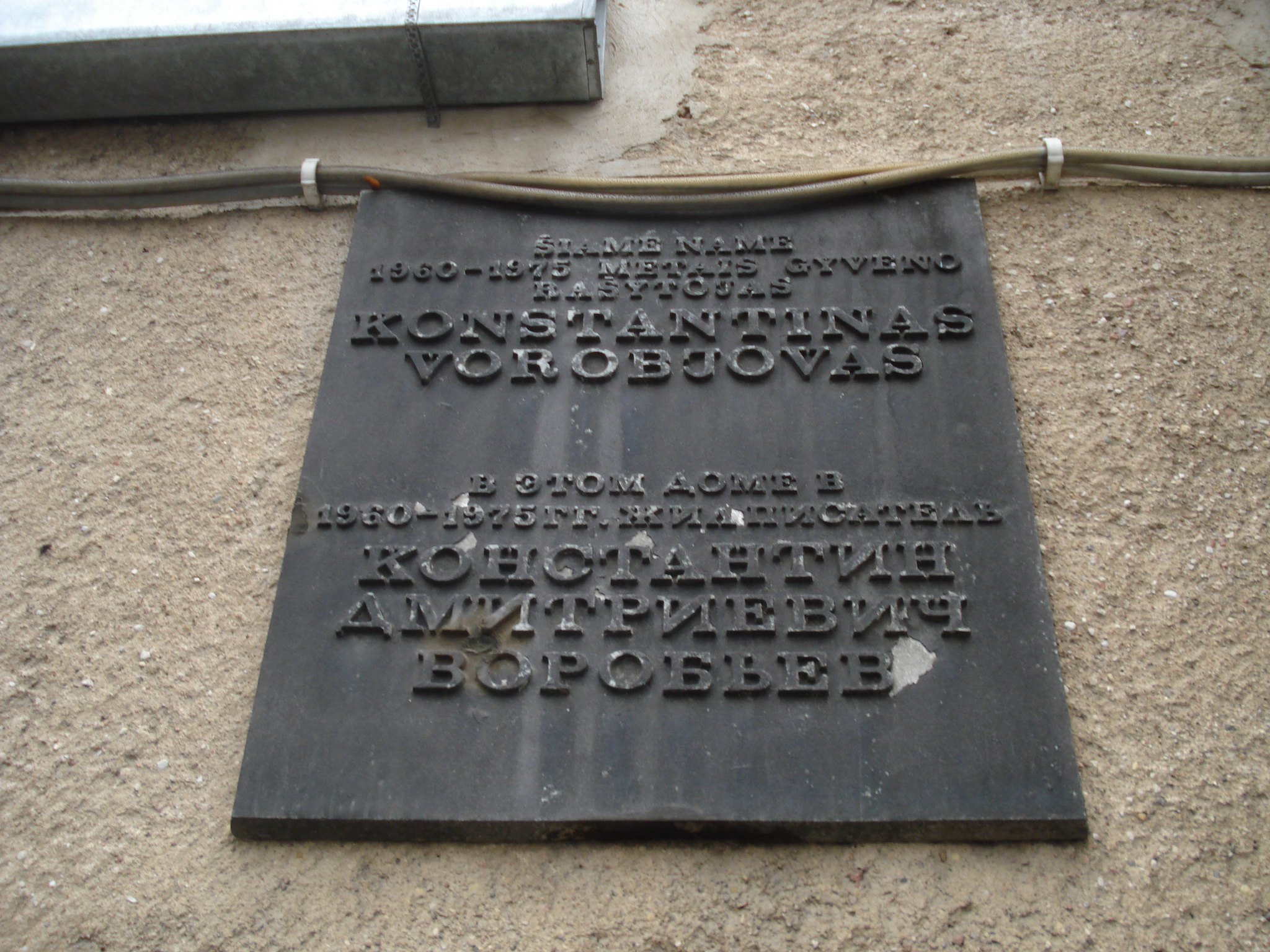
Ныне демонтированная мемориальная плита на доме в Вильнюсе, в котором писатель жил в 1960—1975 годах

- На вильнюсском доме, где в течение последних 15 лет жил писатель, была установлена мемориальная доска (улица Вяркю, 1). Демонтирована в 2025 году по решению городского совета[11];
- В 1995 году Воробьёву посмертно присуждена премия имени Сергия Радонежского;
- В 2001 году Воробьёву посмертно присуждена премия Александра Солженицына с формулировкой: «…чьи произведения в полновесной правде явили трагическое начало Великой Отечественной войны, её ход, её последствия для русской деревни и позднюю горечь пренебрежённых ветеранов». Александр Исаевич Солженицын назвал Воробьёва одним «из наиболее значительных художников слова второй половины XX века»;
- В Литве открыт Благотворительный Фонд имени писателя Константина Воробьёва[12].

В Курской области
- 3 октября 2009 года в Курске, в сквере у Курской государственной филармонии, открыт памятник К. Д. Воробьёву[13];
- Имя Константина Воробьёва носит средняя школа № 35 города Курска, там же имеется музей писателя;
- Имя Константина Воробьёва носит библиотека, расположенная по адресу ул. 50 лет Октября, 15 «а»;
- В честь писателя названа одна из улиц Северо-Западного микрорайона города Курска;
- На его родине, в селе Нижний Реутец, в родительском доме, открыт музей писателя;
- В областном краеведческом музее действует постоянная экспозиция, посвящённая жизни и творчеству К. Д. Воробьёва;
- Ежегодно проводится творческий конкурс им. К. Воробьева на лучшее журналистское произведение на военно-патриотическую тему;
- К 90-летию писателя в Курске в издательстве «Славянка» вышло в свет пятитомное собрание сочинений К. Д. Воробьёва;
- К 100-летию со дня рождения Константина Воробьёва подписано распоряжение в администрации Курской области «О праздновании 100-летия со дня рождения выдающегося российского писателя, уроженца Курской области Константина Дмитриевича Воробьёва». Торжества пройдут в 2019 году[14].
- 24 сентября 2019 года в рамках плана мероприятий, посвящённых 100-летию Константина Воробьёва, в библиотеке № 12, носящей имя писателя, состоялось торжественное открытие Зала памяти курского писателя-фронтовика, где представлены материалы о жизни и творчестве Константина Воробьёва, копии его рукописей, документов, писем, а также фотографии из семейного архива писателя[15].
- В селе Нижний Реутец Медвенского района Курской области 24 сентября 2019 года был заложен яблоневый сад. Деревья — сто яблонь — посажены в честь 100-летнего юбилея со дня рождения Константина Дмитриевича Воробьёва — писателя, уроженца села. Вместе с жителями села саженцы сажала дочь писателя Наталья Константиновна, которая живёт в Москве[16][17].
- В честь 100-летия со дня рождения знаменитого земляка администрация Медвенского района учредила памятную медаль. В числе награждённых дочь писателя Наталья Константиновна, скульптор Владимир Бартенев, учителя, музейные и библиотечные работники, писатели, журналисты[18].

## Основные произведения (повести)
- 1974 — …И всему роду твоему (неоконч.; опубл. 1975)
- 1971 — Вот пришёл великан…
- 1969 — Генка, брат мой…
- 1967 — Тётка Егориха (часть повести «Друг мой Момич», опубл. 1967)
- 1965 — Друг мой Момич (опубл. 1988)
- 1964 — Почём в Ракитном радости
- 1963 — Сказание о моём ровеснике
- 1962 — Крик
- 1961 — Убиты под Москвой (опубл. 1963)
- 1948 — Одним дыханием (опубл. 1958)
- 1943 — Это мы, Господи! (опубл. 1986)

### Прижизненные издания
- Подснежник: Рассказы. — Вильнюс: Гослитиздат, 1956. — 200 с.
- Седой тополь: Повести и рассказы. — Худож. В. Калинаускас. — Вильнюс: Гослитиздат, 1958. — 342 с.; супер. обл.; 8000 экз.
- Гуси-лебеди: Рассказы. — М.: Молодая гвардия, 1960. — 158 с.
- Одним дыханием: Повесть. [Худож. Н. Поливанов] — М.: Советская Россия, 1961. — 207 с.: ил.
- Не уходи совсем: Повесть. — Вильнюс: Гослитиздат, 1963. — 174 с.: ил.
- У кого поселяются аисты: Повести и рассказы. — М.: Советская Россия, 1964. — 382 с.: ил.
- Седой тополь: Повести и рассказы. — М.: Советская Россия, 1965. — 69 с.: ил. — (Короткие повести и рассказы).
- Дорога в отчий дом: Рассказы. — М.: Московский рабочий, 1966. — 160 с.: ил.
- Повести. Рассказы. — М.: Советская Россия, 1967. — 358 с.
- Тётка Егориха: Повесть и рассказы. — Вильнюс: Vaga, 1967, 288 с. — 30 000 экз.
- Цена радости: Повести и рассказы / [Ил.: Р. Жукас]. — Вильнюс: Vaga, 1969. — 424 с.: ил.
- Вот пришёл великан…: Повесть. — Вильнюс: Вайздас, 1971. — 290 с. — 30 000 экз.
- Сказание о моем ровеснике: Повести и рассказы / [Предисл. В. Сурганова]. — М.: Советская Россия, 1973. — 368 с.

### Издания
- Крик: Повести / [Вступит. статья Ю. Томашевского]. — Вильнюс: Vaga, 1976. — 464 с. (включены: «Сказание о моем ровеснике», «Тётка Егориха», «Убиты под Москвой», «Крик», «Генка, брат мой», «Почём в Ракитном радости»)
- Вот пришёл великан…: Повести / [Худож. Л. Ажаева]. М.: Современник, 1976. — 224 с.: ил.
- И всему роду твоему: Рассказы и повесть / [Предисл. Е. Носова]. — Вильнюс: Vaga, 1978. — 336 с.
- Повести и рассказы: (Избранное) / [Послесл. В. Енишерлова]; Худож. Н. Лавецкий. — М.: Советская Россия, 1980. — 508 с.: ил. (В пер.) — — 100 000 экз.
- Убиты под Москвой; Крик: Повести. — М.: Художественная литература, 1980. — 96 с. — (Роман-газета. — № 9 (895)).
- Вот пришёл великан: Повести. [Предисл. Е. Носова]. — Переизд. — Воронеж: Центрально-Чернозёмное книжное издательство, 1984. — 592 с.: ил. — (В пер.)
- Крик. — М.: Современник, 1984. — 48 с. — 1 200 000 экз.
- Повести. — М.: Советская Россия, 1985. 100 000 экз.
- Крик. Вот пришёл великан. Повести. — М.: Советский писатель, 1986. — 480 с. — 200 000 экз.
- Вот пришёл великан…: Повести / [Послесл. Ю. Томашевского; Худож. В. Медведев]. — М.: Известия, 1987. — 602 с.: ил. — 260 000 экз. — (Библиотека «Дружбы народов»).
- Убиты под Москвой. Это мы, господи!.. — М.: Художественная литература, 1987.
- Убиты под Москвой: повести / [Вступ. ст. Е. И. Носова; примеч. В. Воробьёвой]. — Воронеж: Центрально-Чернозёмное книжное издательство, 1988. — 384 с.
- Повести. — М.: Книжная палата, 1988. — 320 с. (В пер.) — 50 000 экз. — ISBN 5-7000-0005-9. — (Попул. б-ка).
- Друг мой Момич: Повести / [Худож. Б. Косульников]. — М.: Современник, 1988. — 636 с.: ил. (В пер.) — 200 000 экз. — ISBN 5-270-00092-X.
- Заметы сердца: (Из арх. писателя) / [Сост. и послесл. В. В. Воробьёвой; Предисл. В. Смирнова]. — М.: Современник, 1989. — 238 с.
- Убиты под Москвой: Повести. — М.: Правда, 1989. — 464 с. — 400 000 экз. — (Библиотека журнала «Знамя»).
- Убиты под Москвой. Крик. Это мы, господи!..: Повести / [Вступ. ст. В. Курбатова; Худож. А. Тамбовкин]. — М.: Детская литература, 1990. — 224 с.: ил. — (Воен. б-ка школьника. ВБШ).
- Это мы, господи!…: Повести. [Послесл. Ю. Томашевского]. — Ижевск: Удмуртия, 1990. — 448 с.
- Собрание сочинений в трёх томах. — М.: Современник, 1991—1993.
- Убиты под Москвой: Повести и рассказы / [Иллюстрации Ю. Реброва]. — М.: Художественная литература, 1994. — 380 с.; ил. (В пер.) — ISBN 5-280-03068-6.
- Рассказы. [Худож. Б. Агеев, М. Лукашевич]. — Курск: Крона, 1997. — 320 с.: ил. — (Курская книга)
- Убиты под Москвой: Повести и рассказы / [Рис. А. Тамбовкина] — М.: Детская литература, 2000. — 286 с.: ил. — (Школьная библиотека).
- Повести и рассказы. — М.: Звонница-МГ, 2003. — 5000 экз. — (Библиотека мировой новеллы).
- Вот пришел великан: Повести и рассказы. — Курск: Мечта, 2005. — 380 с.: портр., фот. (в пер.) — ISBN 5-98916-001-1.
- Убиты под Москвой: Повести, рассказы — М.: Вече, 2005. — (Победа).
- Это мы, Господи!..: Повести. — М.: Азбука, 2005. — (Классика).
- Убиты под Москвой. Повести. — М.: Терра, 2005. — (Великая Отечественная).
- Это мы, Господи!.. — М.: Русский мир, 2005. — 5000 экз. — (Литературная премия Александра Солженицына).
- Убиты по Москвой: Повести и рассказы / Худож. А. Тамбовкин. — М.: Детская литература, 2008. — 286 с.: ил., портр. (В пер.) — ISBN 978-5-08-004360-4. — (Школьная библиотека).
- Убиты под Москвой. Повести. — М.: Вече, 2010. — (Победители).
- Вот пришёл великан. — М.: Эксмо, 2010.
- Убиты под Москвой. — М.: АСТ, 2011. — 90 с. — (Библиотека школьника).
- Убиты под Москвой. Повести. — М.: Амфора, 2015.
- Убиты под Москвой. Повести. — М.: Детская литература, 2015. — 5000 экз. — (Школьная библиотека).
- Убиты под Москвой. Это мы, Господи!.. Крик. — М.: Клуб семейного досуга, 2015. — (В огне Великой войны).
- Убиты под Москвой: Повести и рассказы. — [Художник А. Тамбовкин]. Составление и вступительная статья В. Чалмаева. — М.: Детская литература, 2019. — 284 с.: ил., портр. — 3000 экз. — ISBN 978-5-08-006312-1. — (Школьная библиотека).

### Собрание сочинений
- Собрание сочинений в 3 томах. — М.: Современник, 1991. ISBN 5-270-01215-4. (комплект из 3 книг)
  - Т. 1: Повести. — 1991. — 479 с.; В пер. — ISBN 5-270-01211-1.
  - Т. 2: Повести, рассказы, из архива писателя. — 1991. — 480 с.; В пер. — ISBN 5-270-01212-X.
  - Т. 3: Рассказы, из архива писателя, письма, приложение. — 1993. — 495 с.; В пер. — ISBN 5-270-01213-8.
- Собрание сочинений в 5 томах. — Курск: Славянка, 2008.
  - Т. 1: Сказание о моём ровеснике; Рассказы; Слово о К. Д. Воробьёве — 2008. — 399 с., ил., портр.; ISBN 978-5-7277-0519-3.
  - Т. 2: Рассказы; Повести; — 2008. — 447 с., ил., портр.; В пер. — ISBN 978-5-7277-0470-7.
  - Т. 3: Повести; Рассказы; Слово о К. Д. Воробьёве; Признание после смерти — 2008. — 415 с., ил., портр.; В пер. — ISBN 978-5-7277-0474-5.
  - Т. 4: Повести; Рассказы; Очерки. Рецензии. Воспоминания; Стихотворения писателя. — 2008. — 479 с.; ил., портр.; В пер. — ISBN 978-5-7277-0480-6.
  - Т. 5: Повести; Дневники; Записные книжки. — 2008. — 415 с., ил., портр.; В пер. — ISBN 978-5-7277.
- Избранное. — М.: Книжный клуб 36.6, 2019. — 638 с.: портр.; В пер. — 2000 экз. ISBN 978-5-98697-376-0.

### На других языках
- Konstantin Vorobjov Labute [Текст]: Roman; Prel. z rus. orig. Helena Rochová; Il. Zdeněk Brdlík. — Bratislava: Slovenské vyd-vo krásnej literatúry, 1962. — 125 с.: ил. (Edicía «Prameń» / Red. Júlia Májeková a Soňa Čechová; Zv. 61) [Загл. оригинала: Гуси-лебеди]
- Konstantinas Vorobjovas Žuvę prie Maskvos. Apysakos. Vilnius, 1964.
- Konstanty Worobiow Cena radości [Текст]. Polegli pod Moskwa; Przeł. Jerzy Brzęczkowski. — Warszawa: Panstw. inst. wydawniczy, 1965. — 182 с.
- Konstantin Vorobjov  Výkřik [Текст]; Z ruského přel. Olga Ptáčková-Macháčková, verše přel. Miloslav Uličný; Il. Milada Mikulová. — Praha: Naše vojsko, 1968. — 295 с.: ил. (Knihovna vojáka; Sv. 287)
- Konstantinas Vorobjovas Džiaugsmo kaina. Apysakos. Vertė Juozas Galvydis, Feliksas Vaitiekunas. Vilnius: Vaga, 1971.
- Konstantin Vorobiov Strigătul: Microromane; Sel., versiune românească şi note de Laurenţiu Checicheş; Postf. de Alexandru Calmâcu. — Bucureşti: Univers, 1991. — 270 с. ISBN 973-34-0211-7

## Экранизации
- 1984 — «Экзамен на бессмертие», режиссёр Алексей Салтыков (по повестям «Крик» и «Убиты под Москвой»)
- 1990 — «Это мы, Господи!», режиссёр Александр Итыгилов (по повести «Убиты под Москвой»)